# GR 132
Der GR 132 ist ein Weitwanderweg auf La Gomera. Er ist Teil des GR-Fernwanderwegenetz. Die Strecke startet in der Inselhauptstadt San Sebastián de La Gomera und verläuft über einen Großteil der Insel mit einer Länge je nach Route um die 120 bis 140 Kilometern.
Der Weg besteht teilweise aus alten Verbindungswegen zwischen den Dörfern. Die Wege sind rot-weiß markiert.

## Wegverlauf und Etappeneinteilung
In der Regel wird der Weg mit seiner Länge von bis 140 km in acht Tagen gegangen. Eine Werbebroschüre spricht von einer Gesamtdauer von 49 Stunden.
| Start                      | Zielpunkt                  |
| -------------------------- | -------------------------- |
| San Sebastián de La Gomera | Hermigua                   |
| Hermigua                   | Playa de Vallehermoso      |
| Playa de Vallehermoso      | Alojera                    |
| Alojera                    | Valle Gran Rey             |
| Valle Gran Rey             | La Dama                    |
| La Dama                    | Alajeró                    |
| Alajeró                    | Playa de Santiago          |
| Playa de Santiago          | San Sebastián de La Gomera |